# 高柳誠
高柳 誠（たかやなぎ まこと、1950年9月13日 - ）は、日本の詩人、美術史家、元・玉川大学教授。
名古屋市生まれ、1975年同志社大学文学部国文学専攻卒業。1980年散文詩集『アリスランド』を上梓、82年『卵宇宙/水晶宮/博物誌』でH氏賞を受賞、89年『都市の肖像』で高見順賞受賞。97年詩画集三部作『月光の遠近法 <建石修志>』『触感の解析学<北川建次>』『星間の採譜術 <小林健二>』で藤村記念歴程賞を受賞。美術史研究も行い、玉川大学文学部を経てリベラルアーツ学部教授を定年退任。　

## 著書
- アリスランド 沖積舎 1980.11
- 卵宇宙/水晶宮/博物誌 湯川書房 1982.6
- 綾取り人 湯川書房 1985.11
- 高柳誠詩集 思潮社 1986.2 (詩・生成 7)
- 日本の現代詩 那珂太郎,時里二郎共著 玉川大学出版部 1987.9
- 都市の肖像 書肆山田 1988.9
- アダムズ兄弟商会カタログ第23集 書肆山田 1989.9
- 樹的世界 思潮社 1992.11
- 塔 書肆山田 1993.8
- イマージュへのオマージュ 思潮社 1996.8
- 触感の解析学 書肆山田 1997.7
- 星間の採譜術 書肆山田 1997.7
- 月光の遠近法 書肆山田 1997.7
- 万象のメテオール 思潮社 1998.7
- リーメンシュナイダー 中世最後の彫刻家 五柳書院 1999.4
- 夢々忘るる勿れ 書肆山田 2001.6
- ことば・詩・江戸の絵画 日本文化の一面を探る 兼築清恵・矢部誠一郎共著 玉川大学出版部 2004.9
- 半裸の幼児 書肆山田 2004.8
- 廃墟の月時計・風の対位法 書肆山田 2006.6
- 鉱石譜 書肆山田 2008.7
- 光うち震える岸へ 書肆山田 2010.5
- 大地の貌、火の声／星辰の歌、血の闇 書肆山田 2012.4
- 月の裏側に住む 書肆山田 2014.4
- 高柳誠詩集成 全3巻 書肆山田 2016-2019
- 詩論のための試論 玉川大学出版部 2016
- 放浪彗星通信 書肆山田 2017
- 無垢なる夏を暗殺するために 書肆山田 2019
- フランチェスカのスカート 書肆山田 2021
- 輾転反側する 鱏(エイ)たちへの挽歌のために 高柳誠詩集 ふらんす堂 2023